# 8609 Shuvalov
8609 Shuvalov eller 1977 QH3 är en asteroid i huvudbältet som upptäcktes den 22 augusti 1977 av den rysk-sovjetiske astronomen Nikolaj Tjernych vid Krims astrofysiska observatorium på Krim. Den har fått sitt namn efter Ivan Sjuvalov.
Asteroiden har en diameter på ungefär 8 kilometer.